# 厚骨海豹属
厚骨海豹属（学名：Pachyphoca）是海豹科下的一个属。

## 下属物种
本属包括以下物种：
- 恰普氏厚骨海豹 Pachyphoca chapskii Koretsky & Rahmat, 2013，恰普斯基厚骨海豹
- 乌克兰厚骨海豹 Pachyphoca ukrainica Koretsky & Rahmat, 2013